# Martí de Lleó
Martí de Lleó o San Martino (Tierras de León, ca. 1130 – Lleó, 12 de gener de 1203) va ésser un sacerdot i canonge regular de Sant Agustí. Autor d'obres exegètiques i teològiques, va fer llargs viatges de pelegrinatge i és conegut com a Pelegrí universal.

## Vida
Nasqué al començament del segle xii a la comarca de les Tierras de León, fill de Juan i Eugenia. Els pares, molt religiosos, van acordar de renunciar al món i viure en religió: cada un d'ells ingressà en un monestir, on van viure per separat. El pare va ingressar al convent de San Marcelo, de canonges regulars de Sant Agustí, duent-s'hi el nen, que hi visqué com a seglar i escolà. En morir el pare, va donar als pobres totes les seves pertinences, fou ordenat diaca i «para quebrar la soberbia de la carne lujuriosa al final de la mancebía» va començar un llarg pelegrinatge.

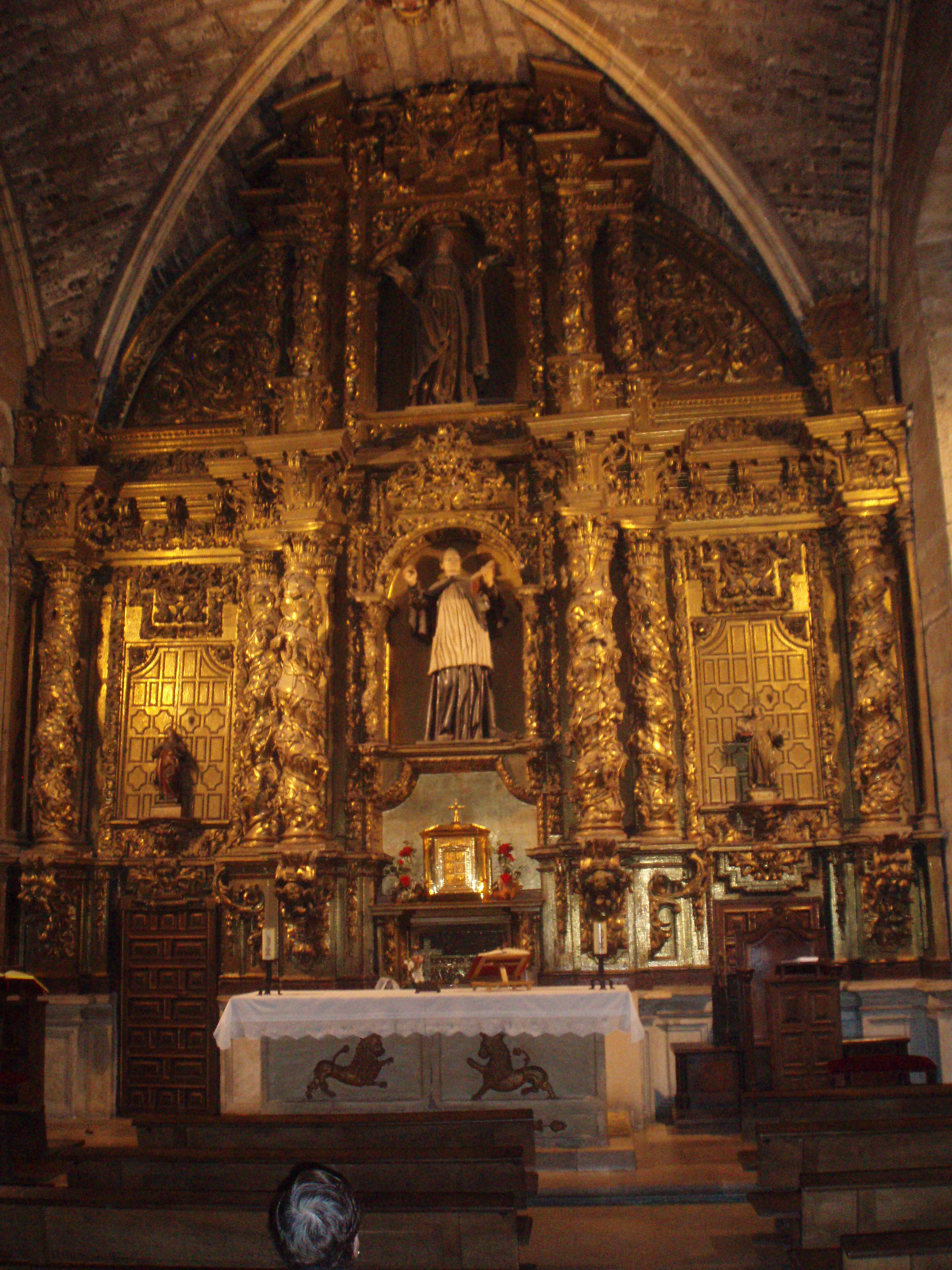
Retaule de San Martino, a S. Isidoro de Lleó, amb l'arca que conté les relíquies del sant.

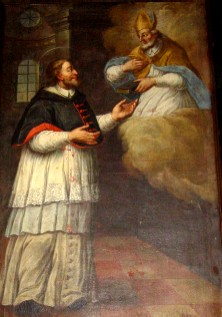
Pintura del s. XVII amb S. Isidor que s'apareix a Sant Martí.

Primer anà, el 1154, a San Salvador d'Oviedo, d'on anà a Santiago de Compostel·la i Roma. D'allí marxà a Jerusalem per l'Adriàtic, on va romandre dos anys treballant a l'hospital. Per tornar, passa per Antioquia de l'Orontes i Constantinoble i novament per Itàlia, travessa els Alps i França i arriba a París. Continua cap a Anglaterra i Irlanda i torna al continent.
Torna a Lleó el 1185, va ser ordenat sacerdot i va ingressar a San Marcelo com a canonge regular. Per diferències amb el bisbe Manric, aquest expulsà els canonges de San Marcelo i Martín va passar a viure al monestir de San Isidoro, també de canonges regulars agustinians. Hi va començar la seva obra escrita. La seva austeritat va fer que alguns companys se sentissin molestos: només bevia aigua, i vi si estava malalt, i menjava formatge i ous, mai carn. Dormia sobre palla, a terra, i visitava els malalts amb freqüència, a la nit. Va destacar pel zel en l'observança, la seva caritat i la devoció al Santíssim Sagrament.
Era visitat per nobles i reis perquè els donés consell. De gran, ja no podia suportar els seus braços i els tenia penjats amb cordes d'una viga per tal de poder continuar escrivint.
Va morir el 12 de gener de 1203, el dia que ell mateix hauria predit que moriria.

## Obres
Va escriure diverses obres; en destaquen Concordia, que intenta conciliar l'Antic i el Nou testament, i un recull de sentències dels Pares de l'Església, a més de comentaris a algunes epístoles i a l'Apocalipsi. També va donar directrius per a la vida santa dels eclesiàstics, que han d'obeir als superiors i evitar el lleure interior i exterior, dedicant-se al treball, la lectura i l'oració. Les seves obres van ésser publicades a Sevilla el 1782, per Espinosa, i van editar-se a la Patrologia Latina de Migne.

## Veneració
Hom li atribuí nombrosos miracles i guaricions, als quals invocava Déu, feia el senyal de la creu i sanava el malalt. Al scriptorium de San Isidoro de Lleó el va succeir Lluc de Tui, qui n'escrigué una vida al Liber miraculi, on abunden les llegendes i els fets inversemblants. Era venerat des de la seva mort, però no va ésser inclòs al Martirologi romà, per la qual cosa el seu culte va decaure a partir del segle xvi. Quan, el 1513, es van traslladar les seves restes, hom hauria trobat la mà dreta, amb la qual escrivia, incorrupta. És considerat beat, per aquest culte immemorial, tot i que popularment se l'anomena san Martino. El culte va esdevenir local i, en començar el segle xx, només tenia lloc a la col·legiata de San Isidoro de Lleó, on la relíquia de la seva mà es donava a besar als fidels el dia de la seva festivitat, el 12 de gener. L'aigua passada per aquesta mà era portada als malalts com a remei.

### Llegendes
Mentre era en pelegrinatge, va comprar una casulla a Constantinoble. En arribar a Civitavecchia, i pensant els algutzils que l'havia robat, va ésser empresonat; una dona li va oferir l'alliberament si renunciava a la fe, però Martí va dir-li: «Mala dona, aparta de mi, Satanàs!» i ells, irada, li va clavar una plantofada i va començar a cridar com una boja. La gent, en veure, va creure que era un càstig diví de la dona descreguda.
Arribà poc després a la ciutat un home que es va presentar davant el corregidor i li demanà que alliberés el pres, ja que el coneixia de feia temps i n'avalava la innocència: era l'àngel de la guarda de Martí, que va ésser alliberat.
Martí era molt bon home i duia una vida santa, però no havia estat educat en les lletres i, per tant, no entenia les Sagrades Escriptures. Se li aparegué sant Isidor de Sevilla i li va fer empassar un llibre. Martí no volia, ja que així trencaria el seu dejuni, però Isidor el forçà a menjar-se'l. Des de llavors, Martí entenia perfectament el llatí i els continguts bíblics i va esdevenir un gran teòleg.